# Distrito Regional de Metro Vancouver
O Metro Vancouver (enumerado como 14) é um órgão político e uma entidade corporativa designada pela legislação provincial como um dos distritos regionais da Colúmbia Britânica, no Canadá. Seu nome oficial é Distrito Regional de Metro Vancouver ou Metro Vancouver Regional District (MVRD), a organização era anteriormente conhecida como Distrito Regional da Grande Vancouver de 1968 a 2017.